# Rudolf Hermann Lotze
Rudolf Hermann Lotze (21 de mayo de 1817 - 1 de julio de 1881) fue un filósofo y lógico alemán. También contaba con un grado de médico y era muy versado en biología. Sus estudios en medicina fueron pioneros en el campo de la psicología científica.
Lotze nació en Bautzen, Sajonia y fue educado en el liceo de Zittau. Desde temprano, desarrolló un gran aprecio hacia los autores clásicos, publicando una traducción de la Antígona de Sófocles en latín.
Asistió a la Universidad de Leipzig, donde estudió Filosofía y ciencias naturales, aunque ingresó oficialmente como estudiante de medicina cuando tenía 17 años. Los primeros estudios de Lotze estuvieron centrados principalmente en dos intereses distintos: el primero fue científico, con estudios matemáticos y físicos bajo la tutela de Ernst Heinrich Weber, Wilhelm Volkmann y Gustav Fechner; el otro era su interés estético y artístico que desarrollo bajo el cuidado de Christian Hermann Weisse. Fue atraído tanto por la ciencia como por el idealismo de Johann Gottlieb Fichte, Friedrich Schelling y Georg Wilhelm Friedrich Hegel.

## Obra
El primer ensayo de Lotze fue su disertación De futurae biologiae principibus philosophicis (1838), con la cual obtuvo el grado de doctor en Medicina, cuatro meses después de obtener el doctorado en Filosofía. Sustentó las bases de su sistema filosófico en su Metaphysik (Leipzig, 1841; publicado en inglés como Metaphysic: In Three Books, Ontology, Cosmology, and Psychology) y su Logik (1843, publicado en inglés como Logic: In Three Books, of Thought, of Investigation, and of Knowledge), libros cortos publicados mientras era profesor en Leipzig, tras lo cual se trasladó a la Universidad de Göttingen para suceder a Johann Friedrich Herbart en la cátedra de Filosofía.
Sus dos primeros libros permanecieron inadvertidos para el público lector. Lotze recién fue conocido por un círculo más amplio por medio de una serie de trabajos que buscaban establecer los mismos principios generales que habían sido adoptados en la investigación de fenómenos inorgánicos para el estudio de los fenómenos biológicos y mentales de organismos humanos en sus estados normales y enfermos. Estos trabajos fueron Allgemeine Pathologie und Therapie als mechanische Naturwissenschaften (1842, 2.ª edición de 1848), los artículos "Lebenskraft" (1843) y "Seele und Seelenleben" (1846) en Rudolf Wagner's Handwörterbuch der Physiologie, Allgemeine Physiologie des Körperlichen Lebens (1851) y Medizinische Psychologie oder Physiologie der Seele (1852).
Cuando Lotze publicó estos trabajos, la ciencia médica se encontraba todavía bajo la influencia de la filosofía de la naturaleza de Friedrich Schelling. Las leyes mecánicas a las que están sujetas las cosas externas fueron concebidas como válidas solamente en el mundo inorgánico. El mecanismo era la conexión inalterable de todo fenómeno a con otros fenómenos b, c, d, como siguientes o precedentes; el mecanismo era la forma inalterable en la que están asignados los eventos de estos mundos y por el cual estos se encuentran conectados. El objeto de estos escritos era establecer la difundida ley del mecanismo, pero la visión mecánica de la naturaleza no es idéntica a la materialista. En el último de sus trabajos previamente mencionados, se discute extensamente cómo se debe considerar la mente y la relación entre mente y cuerpo; la respuesta es que se debe considerar a la mente como un principio inmaterial, aunque su acción en el cuerpo y viceversa sea puramente mecánica, indicada por las leyes fijas de un mecanismo físico-psicológico.
Estas doctrinas de Lotze no contenían una solución al problema filosófico planteado sobre la naturaleza del mecanismo. Dado que fueron publicados durante los años en que la escuela del materialismo alemán se encontraba en su apogeo, estos trabajos de Lotze son considerados entre la literatura contestataria de la filosofía empírica. Las malas interpretaciones que habían sufrido llevaron a Lotze a publicar un pequeño panfleto bastante polémico (Streitschriften, 1857), en el cual corregía dos errores. Su oposición al formalismo de Hegel había inducido a algunos a asociarlo con la escuela materialista, mientras que otros lo contaban entre los seguidores de Johann Friedrich Herbart. Lotze negó que perteneciera a la escuela de Herbart, aunque admitió que históricamente la misma doctrina que podría ser considerada como la precursora de las enseñanzas de Herbart podía llevar a sus propios puntos de vista, esto es, la Monadología de Leibniz.

## Libros publicados
- De futurae biologiae principiis philosophicis (1838). Reimpreso en Kleine Schriften, 1885. Vol. 1, pp. 1-25
- Metaphysik (1841). Google (Oxford)
- Allgemeine Pathologie und Therapie als mechanische Naturwissenschaften (1842). 2.ª edición, 1848. Google (Harvard)
- Logik (1843). Google (NYPL) 2.ª edición, 1880.
- Ueber den Begriff der Schönheit (1845). Reimpresión de 1847. Google (Oxford)
- Allgemeine Physiologie des koerperlichen Lebens (1851). Google (Harvard)
- Medicinische Psychologie oder Physiologie der Seele (1852). Google (Oxford) Google (UMich)
- Mikrokosmus: Ideen zur Naturgeschichte und Geschichte der Menschheit (1856-64). 2.ª edición, 1868-72. 4.ª edición, 1884-88.
  - Volumen 1, 1856. Google (Oxford) Google (UMich)
  - Volumen 2, 1858. Google (Oxford) Google (UMich) Google (NYPL)
  - Volumen 3, 1864. Google (Oxford) Google (NYPL)
- Streitschriften (1857). Google (Harvard)
- Geschichte der Aesthetik in Deutschland (1868). Google (Oxford)
- System der Philosophie.
  - Parte 1. Logik: Drei Bücher (1874). Google (Oxford) Google (UMich) Google (UWisc). 2.ª edición, 1880.
  - Parte 2. Metaphysik: Drei Bücher (1879). 2.ª edición, 1884.
- Geschichte der deutschen Philosophie seit Kant (1882). 2.ª edición, 1894. Google (UWisc)
- Grundzüge der Psychologie (1881). Google (Harvard) 2.ª edición, 1882. Google (Oxford)
- Grundzüge der Naturphilosophie (1882). Google (Oxford)
- Grundzüge der praktischen Philosophie (1882). 2.ª edición, 1884. Google (UCal)
- Grundzüge der Religionsphilosophie (1883). 2.ª edición, 1884. Google (Oxford)
- Grundzüge der Logik und Encyclopädie der Philosophie (1883). 2.ª edición, 1885. Google (UCal)
- Grundzüge der Metaphysik (1883). Google (Oxford)
- Grundzüge der Aesthetik (1884).
- Kleine Schriften (1885-91).
  - Volumen 1, 1885. Google (Oxford) Google (Stanford) Google (UWisc)
  - Volumen 2, 1886. Google (Harvard)
  - Volumen 3, 1891. Google (UWisc)

### Obras en inglés
- Lotze's Outlines of Philosophy.
  - Parte 1. Outlines of Metaphysic (1884). IA (UCal) IA (UVictoria) 1886. Google (UMich)
  - Parte 2. Outlines of the Philosophy of Religion (1885). Google (UWisc)
    - Reimpresión, 1886. IA (OISE) 1895. IA (St. Michael's) 1901. Google (UWisc)

  - Parte 3. Outlines of Practical Philosophy (1885). Google (UCal)
  - Parte 4. Outlines of Psychology (1886). Google (UMich) IA (UToronto)
  - Parte 5. Outlines of Aesthetics (1886). Google (UMich) IA (UToronto)
  - Parte 6. Outlines of Logic (1887). Google (UMich) IA (UToronto) 1892. Google (Harvard)

- Lotze's System of Philosophy.
  - Parte 1. Logic: In Three Books (1884). Google (Oxford) IA (State Central) IA (UToronto).
    - 2.ª edición, 1888. Volumen 1. IA (St. Basil's) IA (UIllinois) IA (Osmania) Google (Stanford)
    - 2.ª edición, 1888. Volumen 2. IA (St. Basil's) IA (UIllinois).

  - Parte 2. Metaphysic: In Three Books (1884). Google (Oxford) IA (State Central) IA (UToronto)
    - 2.ª edición, 1887. Volumen 1. IA (Osmania) Google (Harvard)
    - 2.ª edición, 1887. Volumen 2. IA (Osmania)

- Microcosmus: An Essay Concerning Man and His Relation to the World (1885).
  - Volumen 1. IA (Union) 2.ª edición, 1887. IA (UCal) IA (KCPL) 3.ª edición, 1888. Google (Harvard) IA (St. Michael's)
  - Volumen 2. IA (Union) 2.ª edición, 1887. IA (UCal) 3da edición, 1888.Google (Harvard) IA (St. Michael's)